# Kurdischer Stammes-Verein
Der Kurdische Stammes-Verein (Englisch: Kurdish Tribal Association) ist eine kurdische politische Bewegung im Nordirak. Gegründet wurde die Bewegung 1991. Sie vereint zirka 20 bis 30 führende kurdische Eşirets und gilt heute als eine der bedeutendsten politischen Bewegungen in der Autonomen Region Kurdistan.